# Митровац (Кутјево)
Митровац је насељено место у саставу града Кутјева, у западној Славонији, Република Хрватска.

## Историја
До нове територијалне организације налазило се у саставу бивше велике општине Славонска Пожега.

## Становништво
На попису становништва 2011. године, Митровац је имао 133 становника.
| Националност       | 1991.        |
| Хрвати             | 208 (97,19%) |
| Срби               | 0            |
| Југословени        | 0            |
| остали и непознато | 6 (2,80%)    |
| Укупно             | 214          |